# Zadeni
Zadeni és un cràter sobre la superfície del planeta nan Ceres, situat amb el sistema de coordenades planetocèntriques a -62.97 ° de latitud nord i 62.41 ° de longitud est. Fa un diàmetre de 129.28 km. El nom va ser fet oficial per la UAI el tres de juliol del 2015 i fa referència a Zadeni, déu de l'abundància en els cultius de la mitologia georgiana.